# Stetten (Dolní Rakousy)
Stetten je obec v Rakousku ve spolkové zemi Dolní Rakousy v okrese Korneuburg.

## Geografie

### Geografická poloha
Stetten se nachází ve spolkové zemi Dolní Rakousy v regionu Weinviertel. Rozloha jeho území činí 7,74 km², z nichž 9,5 % je zalesněných.

### Části obce
Území obce Stetten se skládá pouze z jedné části.

### Sousední obce
- na severu: Harmannsdorf
- na východu: Enzersfeld im Weinviertel
- na jihu: Hagenbrunn
- na západu: Leobendorf

## Politika

### Obecní zastupitelstvo
Obecní zastupitelstvo se skládá z 19 členů. Od komunálních voleb v roce 2015 zastávají následující strany tyto mandáty:
- 12 SPÖ
- 7 ÖVP

### Starosta
Nynějším starostou obce Stetten je Thomas Seifert ze strany SPÖ.

## Galerie

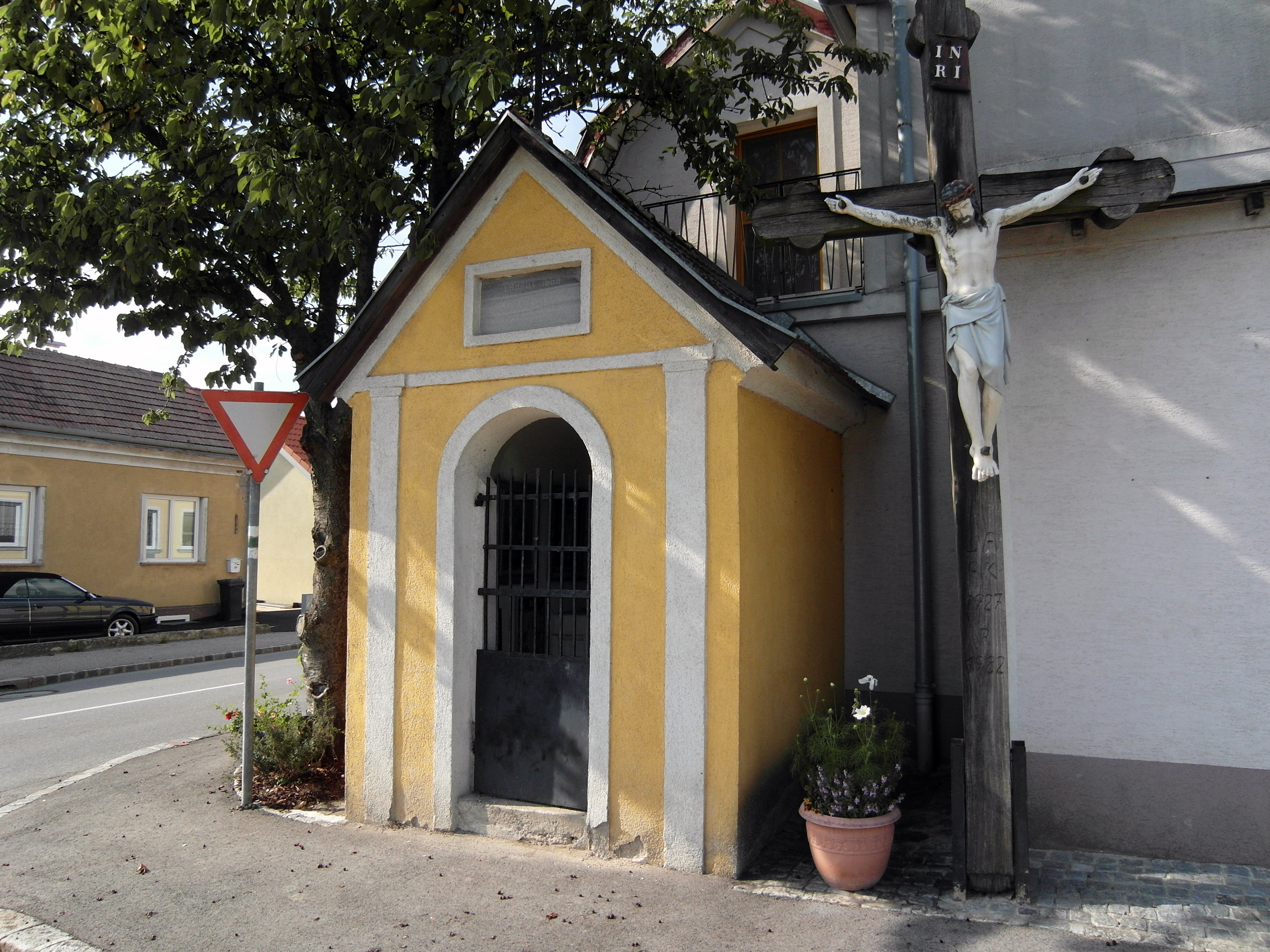
Kaple svatého Rocha
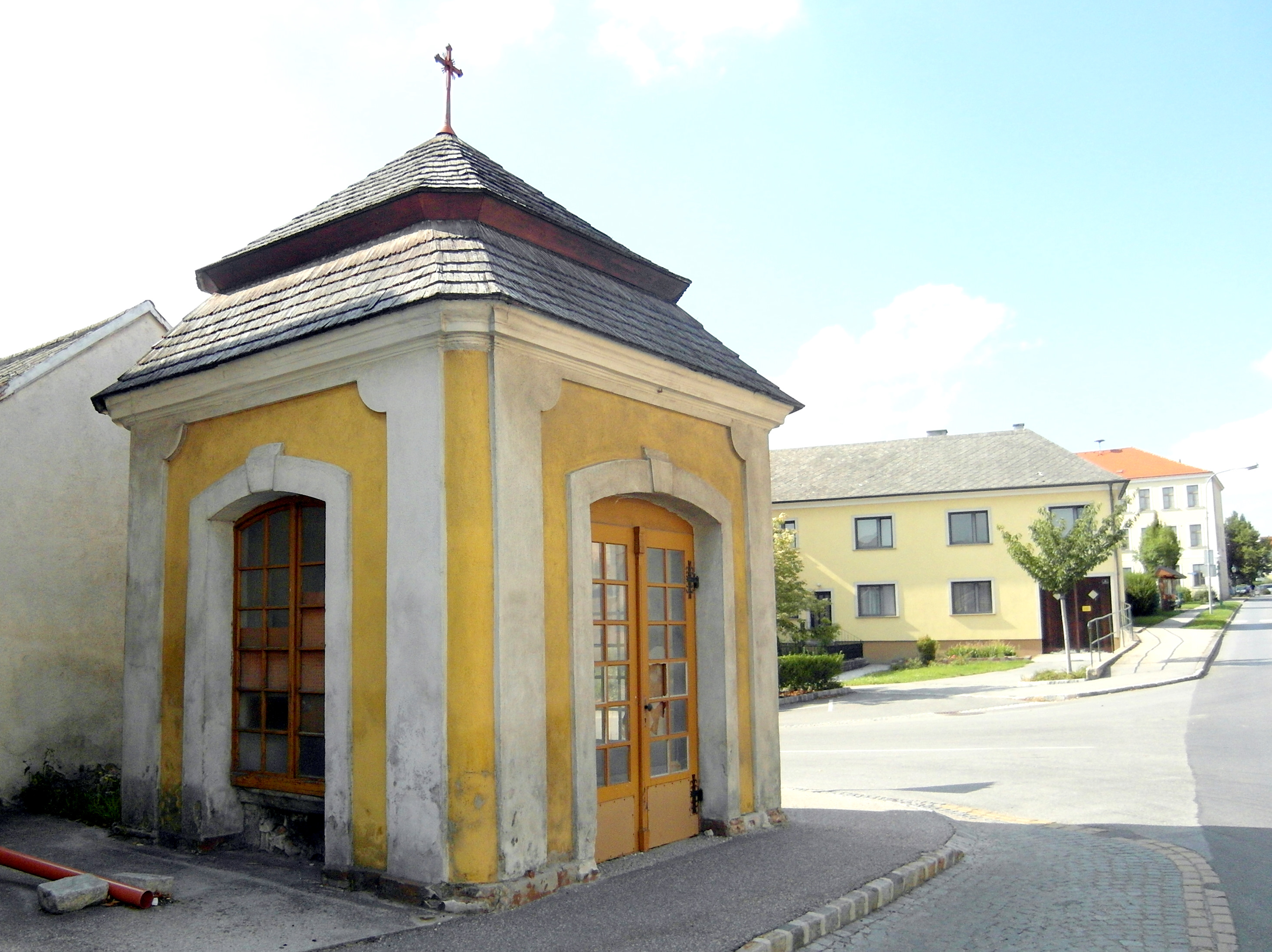
Kaple svatého Jana Nepomuckého
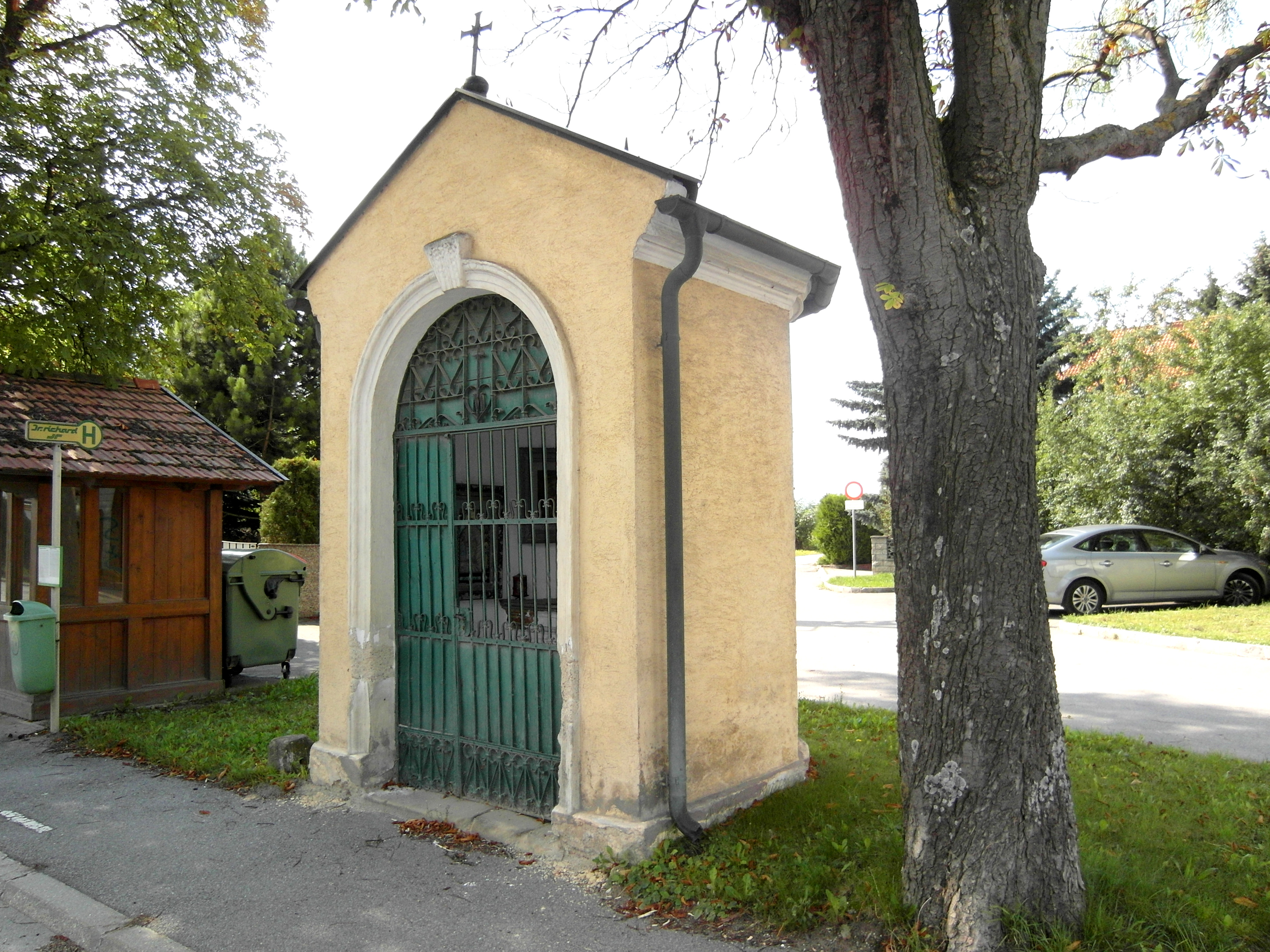
Kaple Panny Marie
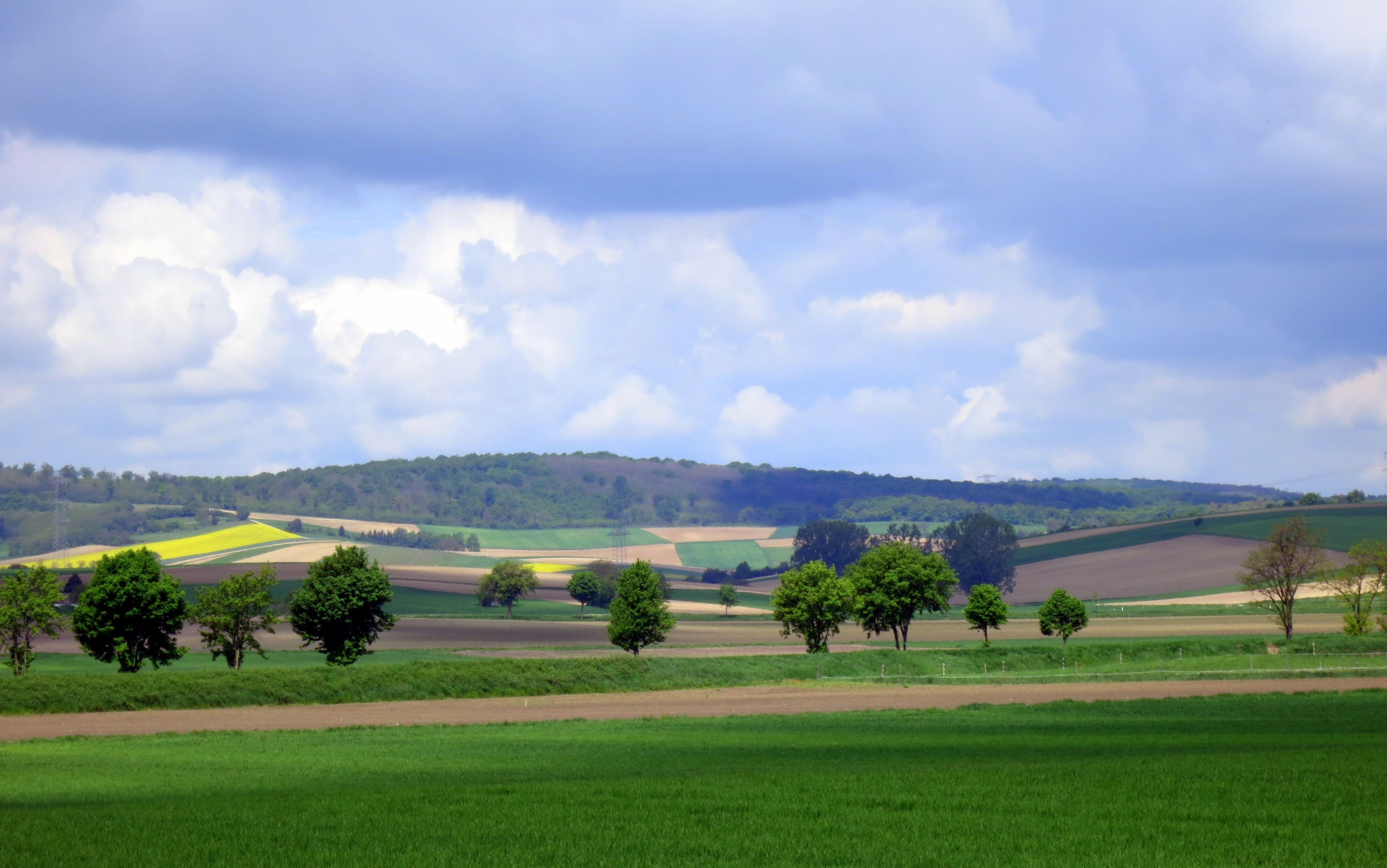
Okolí obce Stetten
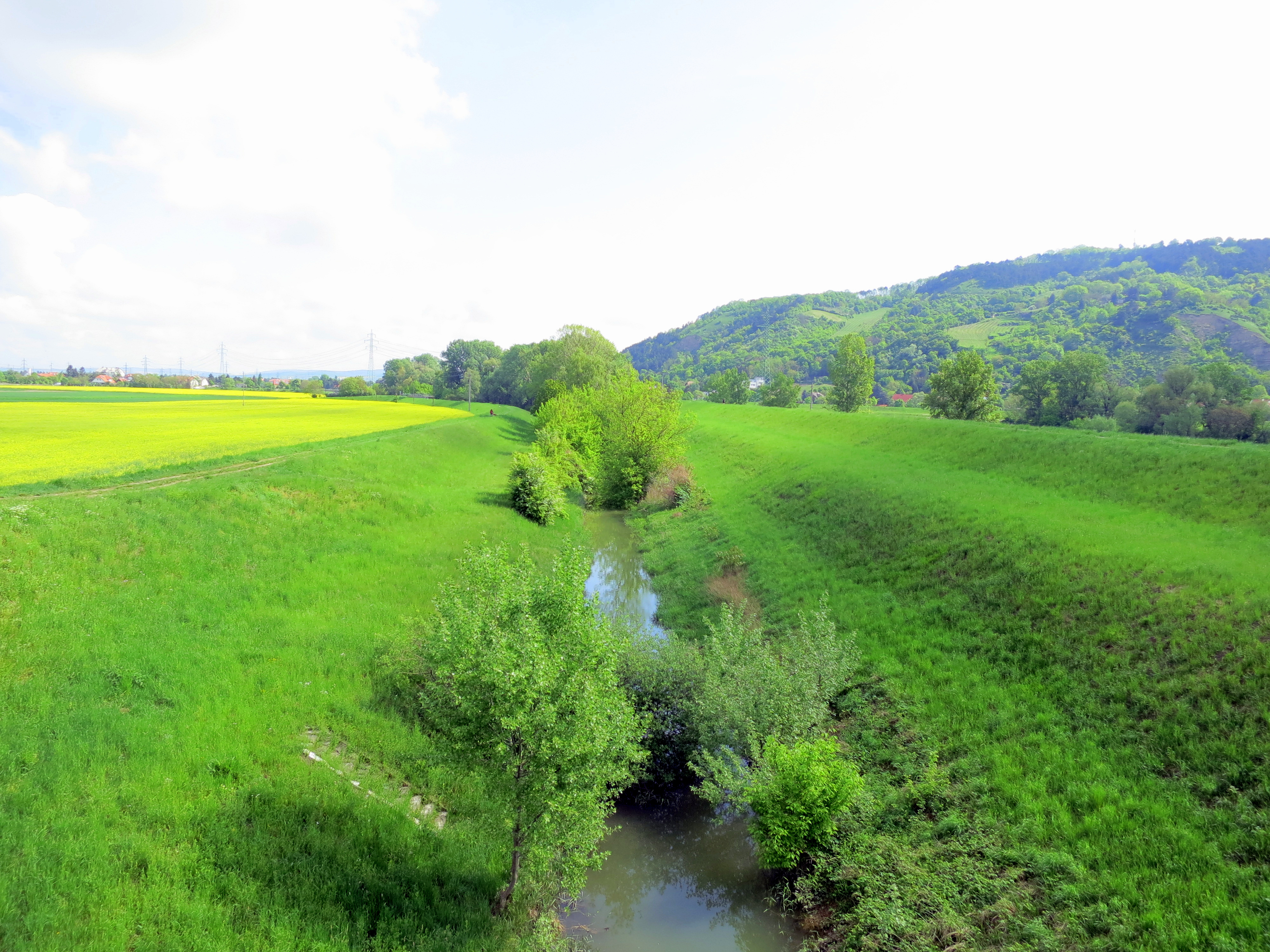
Potok Donaugraben, protékající kolem obce